# Olympische Sommerspiele 2020/Radsport – Madison (Männer)
Das Madison (Zweier-Mannschaftsfahren) der Männer bei den Olympischen Spielen 2020 in Tokio fand am 7. August 2021 um 16:55 Uhr Ortszeit (9:55 Uhr MESZ) im Izu Velodrome statt. Nachdem 2012 und 2016 Madison nicht Teil des Wettkampfprogramms war, wurde die Disziplin wieder ins Programm aufgenommen.

## Ergebnisse
| Rang | Nation                                          | Sprint | Sprint | Sprint | Sprint | Sprint | Sprint | Sprint | Sprint | Sprint | Sprint | Sprint | Sprint | Sprint | Sprint | Sprint | Sprint | Sprint | Sprint | Sprint | Sprint | Runden | Runden | Gesamt |
| Rang | Nation                                          | 1      | 2      | 3      | 4      | 5      | 6      | 7      | 8      | 9      | 10     | 11     | 12     | 13     | 14     | 15     | 16     | 17     | 18     | 19     | 20     | +      | –      | Gesamt |
| ---- | ----------------------------------------------- | ------ | ------ | ------ | ------ | ------ | ------ | ------ | ------ | ------ | ------ | ------ | ------ | ------ | ------ | ------ | ------ | ------ | ------ | ------ | ------ | ------ | ------ | ------ |
| 1    | Dänemark Lasse Norman Hansen Michael Mørkøv     | –      | 3      | –      | 3      | –      | 5      | 3      | –      | –      | 5      | 3      | 3      | 2      | 1      | 5      | 3      | –      | 3      | 2      | 2      |        |        | 43     |
| 2    | Großbritannien Ethan Hayter Matthew Walls       | 3      | 2      | 5      | –      | 3      | 2      | –      | –      | 3      | 2      | 2      | 1      | 1      | –      | 2      | –      | –      | 1      | 3      | 10     |        |        | 40     |
| 3    | Frankreich Benjamin Thomas Donavan Grondin      | 5      | 5      | –      | –      | 1      | –      | –      | 3      | –      | –      | 5      | 5      | 5      | 3      | –      | 1      | 2      | –      | 1      | 4      |        |        | 40     |
| 4    | Belgien Kenny De Ketele Robbe Ghys              | –      | –      | –      | 1      | 5      | –      | –      | 5      | –      | –      | –      | –      | 3      | 2      | –      | –      | –      | 5      | 5      | 6      |        |        | 32     |
| 5    | Niederlande Yoeri Havik Jan-Willem van Schip    | 2      | –      | –      | 5      | 2      | 1      | –      | 2      | 1      | 1      | –      | 2      | –      | –      | 1      | –      | –      | –      | –      | –      |        |        | 17     |
| 6    | Spanien Sebastián Mora Albert Torres            | –      | –      | 2      | –      | –      | –      | 1      | –      | 2      | –      | –      | –      | –      | –      | –      | 2      | 5      | 2      | –      | –      |        |        | 14     |
| 7    | Schweiz Robin Froidevaux Théry Schir            | –      | –      | –      | –      | –      | –      | 2      | –      | –      | –      | 1      | –      | –      | –      | –      | 5      | –      | –      | –      | –      |        |        | 8      |
| 8    | Polen Szymon Sajnok Daniel Staniszewski         | –      | –      | –      | –      | –      | –      | –      | –      | –      | –      | –      | –      | –      | –      | –      | –      | –      | –      | –      | –      |        |        | 0      |
| 9    | Deutschland Roger Kluge Theo Reinhardt          | –      | –      | –      | 2      | –      | 3      | –      | 1      | –      | –      | –      | –      | –      | 5      | 3      | –      | –      | –      | –      | –      |        | –20    | –6     |
| 10   | Italien Simone Consonni Elia Viviani            | 1      | 1      | –      | –      | –      | –      | 5      | –      | –      | 3      | –      | –      | –      | –      | –      | –      | 1      | –      | –      | –      |        | –20    | –9     |
| 11   | Neuseeland Campbell Stewart Corbin Strong       | –      | –      | –      | –      | –      | –      | –      | –      | –      | –      | –      | –      | –      | –      | –      | –      | 3      | –      | –      | –      |        | –20    | –17    |
| 12   | Australien Kelland O’Brien Leigh Howard         | –      | –      | 3      | –      | –      | –      | –      | –      | –      | –      | –      | –      | –      | –      | –      | –      | –      | –      | –      | –      |        | –20    | DNF    |
| 12   | Vereinigte Staaten Adrian Hegyvary Gavin Hoover | –      | –      | 1      | –      | –      | –      | –      | –      | 5      | –      | –      | –      | –      | –      | –      | –      | –      | –      | –      | –      |        |        | DNF    |
| 12   | Österreich Andreas Graf Andreas Müller          | –      | –      | –      | –      | –      | –      | –      | –      | –      | –      | –      | –      | –      | –      | –      | –      | –      | –      | –      | –      |        | –20    | DNF    |
| 12   | Irland Mark Downey Felix English                | –      | –      | –      | –      | –      | –      | –      | –      | –      | –      | –      | –      | –      | –      | –      | –      | –      | –      | –      | –      |        | –40    | DNF    |
| 12   | Kanada Michael Foley Derek Gee                  | –      | –      | –      | –      | –      | –      | –      | –      | –      | –      | –      | –      | –      | –      | –      | –      | –      | –      | –      | –      |        | –20    | DNF    |